# Liste der Biografien/Halk
Liste der Biografien |
Portal Biografien |
Personensuche
# |
A |
B |
C |
D |
E |
F |
G |
H |
I |
J |
K |
L |
M |
N |
O |
P |
Q |
R |
S |
T |
U |
V |
W |
X |
Y |
Z |
?
 
Ha |
Hd |
He |
Hi |
Hj |
Hk |
Hl |
Hm |
Hn |
Ho |
Hr |
Hs |
Ht |
Hu |
Hv |
Hw |
Hy
 
Haa |
Hab |
Hac |
Had |
Hae–Haf |
Hag |
Hah |
Hai |
Haj |
Hak |
Hal |
Ham |
Han |
Hao |
Hap |
Haq |
Har |
Has |
Hat |
Hau |
Hav |
Haw |
Hax |
Hay |
Haz
 
Hala |
Halb |
Halc |
Hald |
Hale |
Half |
Halg |
Halh |
Hali |
Halj |
Halk |
Hall |
Halm |
Halo |
Halp |
Hals |
Halt |
Halu |
Halv |
Halw |
Haly |
Halz
Die Liste der Biografien führt alle Personen auf, die in der deutschsprachigen Wikipedia einen Artikel haben. Dieses ist eine Teilliste mit 22 Einträgen von Personen, deren Namen mit den Buchstaben „Halk“ beginnt.

## Halk

### Halke
- Halke, Paul († 1933), deutscher Jurist und Präsident der Eisenbahndirektion Breslau
- Halke, Wilhelm (1893–1957), deutscher Politiker (CDU), MdBB
- Halke-Teichmann, Corinna (* 1957), deutsche Eiskunstläuferin
- Halkema, Myke (* 1994), niederländische Badmintonspielerin
- Halken, Kristian (* 1955), dänischer Schauspieler
- Hälker, Kurt (1922–2010), deutscher Marinefunker und Widerstandskämpfer der Résistance
- Halkes, Catharina (1920–2011), niederländische römisch-katholische Theologin
- Halkett, Anne († 1699), englische Schriftstellerin
- Halkett, Colin (1774–1856), britisch-hannoverscher Offizier
- Halkett, Colin von (1816–1879), deutscher Offizier und Politiker (DHP), MdR
- Halkett, Craig (* 1995), schottischer Fußballspieler
- Halkett, Hugh (1783–1863), britisch-hannoverscher General
- Halkett, René (1900–1983), deutsch-britischer Journalist und Künstler

### Halki
- Halki, Wael al- (* 1964), syrischer PolitikerWael al-Halki (* 1964)

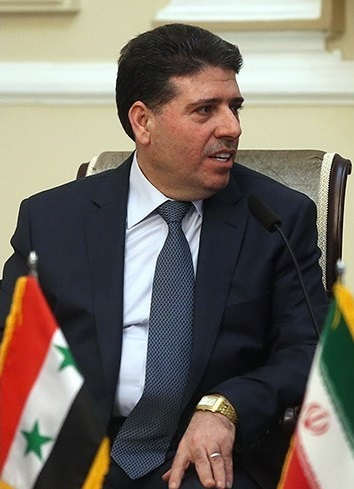
Wael al-Halki (* 1964)

- Halkias, Stelios (* 1980), griechischer Schachspieler
- Halkin, Oleh (1965–2003), sowjetischer und ukrainischer Radrennfahrer
- Halkin, Oleksandr (1914–1982), sowjetisch-ukrainischer Festkörperphysiker und Hochschullehrer
- Halkin, Schmuel (1897–1960), russischer jiddisch-schreibender Dichter, Schriftsteller, Dramatiker und Übersetzer

### Halkj
- Halkjær, Helge (1916–1996), dänischer Ruderer

### Halko
- Haľko, Jozef (* 1964), slowakischer römisch-katholischer Geistlicher, Weihbischof in Bratislava
- Halkort, Monika, österreichische Journalistin

### Halky
- Halkyoneus, makedonischer Prinz und Feldherr